# 洛阳牡丹
洛阳牡丹的栽培历史始于隋代，唐代是其鼎盛时期，至宋代有洛阳牡丹甲天下之说。与此同时，各代还涌现出一些描写洛阳牡丹的诗词、著作及绘画作品，如唐代诗人刘禹锡《赏牡丹》一诗“唯有牡丹真国色，花开时节动帝京”将洛阳牡丹比喻为国中最漂亮的女子，宋代诗人欧阳修更撰写了中国历史上第一部牡丹专著《洛陽牡丹記》。

## 历史
公元611年，即位后的隋炀帝杨广诏令宰相杨素在洛阳城西建造新城，西苑也是其建设的一部分。建成后的西苑是洛阳种植牡丹最多的地方。唐代洛阳人宋单父，精通园艺，被时人尊称为花师，他栽培的牡丹，红白斗色。

## 傳說
传说武则天曾在嚴冬酒醉，写下诏书"明朝游上苑，火急报春知，花须连夜发，莫待晓风吹"。時百花仙子正與麻姑弈棋，不在洞府，所轄眾花神不敢違背武則天旨意，先後綻放，惟牡丹没有绽放，武则天盛怒之下便把牡丹貶植洛陽。不想此后洛阳牡丹，天下最盛。

## 牡丹名園
王城公園因建於古代東周王城的遺址上，故名王城公園，是洛陽觀賞牡丹最重要的場所。始建於1956年，栽植牡丹将近2万株，有320個牡丹品種，建有牡丹閣、牡丹仙子花壇群等觀賞佳景。每年4月15日至25日牡丹花會期間遊人如織。
西苑公園位於洛陽市涧西区南昌路和九都路的交接處，原名植物園，因建於隋朝西苑遺址上，故更名西苑公園。該園建於1958年，種植牡丹近200個品種，共6000餘株。
洛浦公園位於洛河兩岸，是河南省最大的開放式城市帶狀公園，東西綿延長達16公里，总面积近1200万平方米。由上阳宫、同乐园，华林园，洛神浦和滨河游园五大园区组成。
牡丹公園是以牡丹著稱的公園。位於澗西區西苑中路中段。建於1956年，牡丹為該園的主要花木，有牡丹花壇10個，種植牡丹3960株，200多個品種。
中国国家牡丹园建於1985年，栽植牡丹近400個品種，共20萬株。1992年被中國林業部命名為國家牡丹基因庫。因該園地處邙山，花期晚於市區。
中國國花園位於隋唐古城遺址上，東起洛陽橋，西至牡丹橋，南臨洛宜路，北至洛浦公園南堤。國花園以隋唐歷史文化為基礎，以牡丹文化為主要內容，融歷史文化、牡丹文化和園林景觀為一體，堪稱洛陽園林之經典。

## 图库
- 含苞待放
- 红牡丹
- 白牡丹

## 参看
- 中国洛阳牡丹文化节